# Franz Mazura
Franz Mazura (Salisburgo, 22 aprile 1924 – Mannheim, 23 gennaio 2020) è stato un basso-baritono austriaco.

## Biografia
Dopo gli studi musicali a Detmold, nel 1960 al Festival di Salisburgo fu Cassandro ne La finta semplice con Edith Mathis.
Nel 1968 al Wiener Staatsoper fu Jochanaan in Salomè con Gerhard Stolze, Regina Resnik ed Anja Silja.
Nel 1970 a Vienna fu Der Komtur in Don Giovanni con Evelyn Lear, Wladimiro Ganzarolli e Reri Grist ed a Salisburgo come Don Pizarro in Fidelio diretto da Karl Böhm con i Wiener Philharmoniker, Tom Krause, James King e la Mathis.
Al Festival di Bayreuth debuttò nel 1971 come Gunther ne Il crepuscolo degli dei con Karl Ridderbusch e nel 1972 Biterolf in Tannhäuser diretto da Erich Leinsdorf con Bernd Weikl e Dame Gwyneth Jones ed Alberich in Das Rheingold con Ridderbusch, in Sigfrido e ne Il crepuscolo degli dei con Ridderbusch.
Nel 1973 a Vienna fu Wotan in Das Rheingold con Stolze e Don Pizarro in Fidelio con King ed a Bayreuth Gurnemanz in Parsifal diretto da Eugen Jochum con King.
All'Opéra National de Paris nel 1974 fu Gurnemanz in Parsifal e nel 1975 a Bayreuth Marke in Tristo e Isotta diretto da Carlos Kleiber e Klingsor in Parsifal con Weikl e Ridderbusch.
Ancora a Parigi nel 1976 è Alberich fu L'oro del Reno diretto da Georg Solti con Kurt Moll, Christa Ludwig, Helga Dernesch e Jane Berbié e nel 1977 Orest in Elettra diretto da Marek Janowski con la Ludwig e Wotan in Die Walküre con Moll e la Ludwig.
Nel 1979 fu Dr. Schön/Jack in Lulu diretto da Pierre Boulez con Teresa Stratas e Toni Blankenheim a Parigi e nella prima al Teatro alla Scala di Milano nella trasferta dell'Opéra de Paris con lo stesso cast.
Nel 1980 debuttò al Metropolitan Opera House di New York come Dr. Schön/Jack in Lulu diretto da James Levine con la Stratas e la Lear arrivando a 175 recite al Metropolitan fino al 2002.
Mazura è morto a Mannheim il 23 gennaio 2020, all'età di 95 anni.

## Discografia
- Berg, Lulu - Boulez/Stratas/Minton/Schwarz, 1979 Deutsche Grammophon - Grammy Award al miglior album di musica classica e Grammy Award for Best Opera Recording 1981
- Schoenberg: Moses und Aron - Chicago Symphony Orchestra/Franz Mazura/Philip Langridge/Sir Georg Solti, 1985 Decca - Grammy Award for Best Opera Recording 1986

## Filmografia
- Wagner, Parsifal - Levine/Meier/Jerusalem/Moll, 1992 Deutsche Grammophon
- Wagner, Tannhäuser - Davis/Wenkoff/Weikl/Sotin, 1978 Deutsche Grammophon